# Кадусии
Кадусији (перс. کادوسیان) је древни народ који је насељавао југозападну обалу Каспијског мора.
Кадузија се помиње у делима многих античких аутора (Аријана, Ксенофонта, Страбона). Били су зависни од Ахеменидске државе. Живели су између река Кура и Сефидруд. Аријен је поменуо Кадусову милицију која се борила на персијској страни у бици код Гавгамеле. Кадусији се тамо помињу одвојено од суседних народа: Албанаца, Међана и Хиркана. Веза између Кадуса и Каспија, коју помиње Херодот и која се налази на истој територији, није јасна.
Језик кадуцеја је непознат. Постоје спекулације о иранском језику тог народа.